# Premiers de cordée (association)
Premiers de cordée est une association créée en 1999 et basée au Stade de France. Reconnue d'intérêt général, elle propose des initiations sportives aux enfants hospitalisés ainsi que des actions de sensibilisation au handicap à l'intention des scolaires, des collectivités et des entreprises.

## Programme Sport à l'hôpital
Le Sport à l'hôpital est l'action phare de l'association, qui est une association nationale reconnue d’intérêt général, créée en 1999,. Il s'agit d'interventions dans divers établissements en France proposant régulièrement des initiations sportives aux enfants hospitalisés. Ces séances, encadrées par des éducateurs sportifs et des bénévoles, ont pour but de rompre avec l'isolement, l'ennui et la rupture sociale provoqués par une hospitalisation,,.

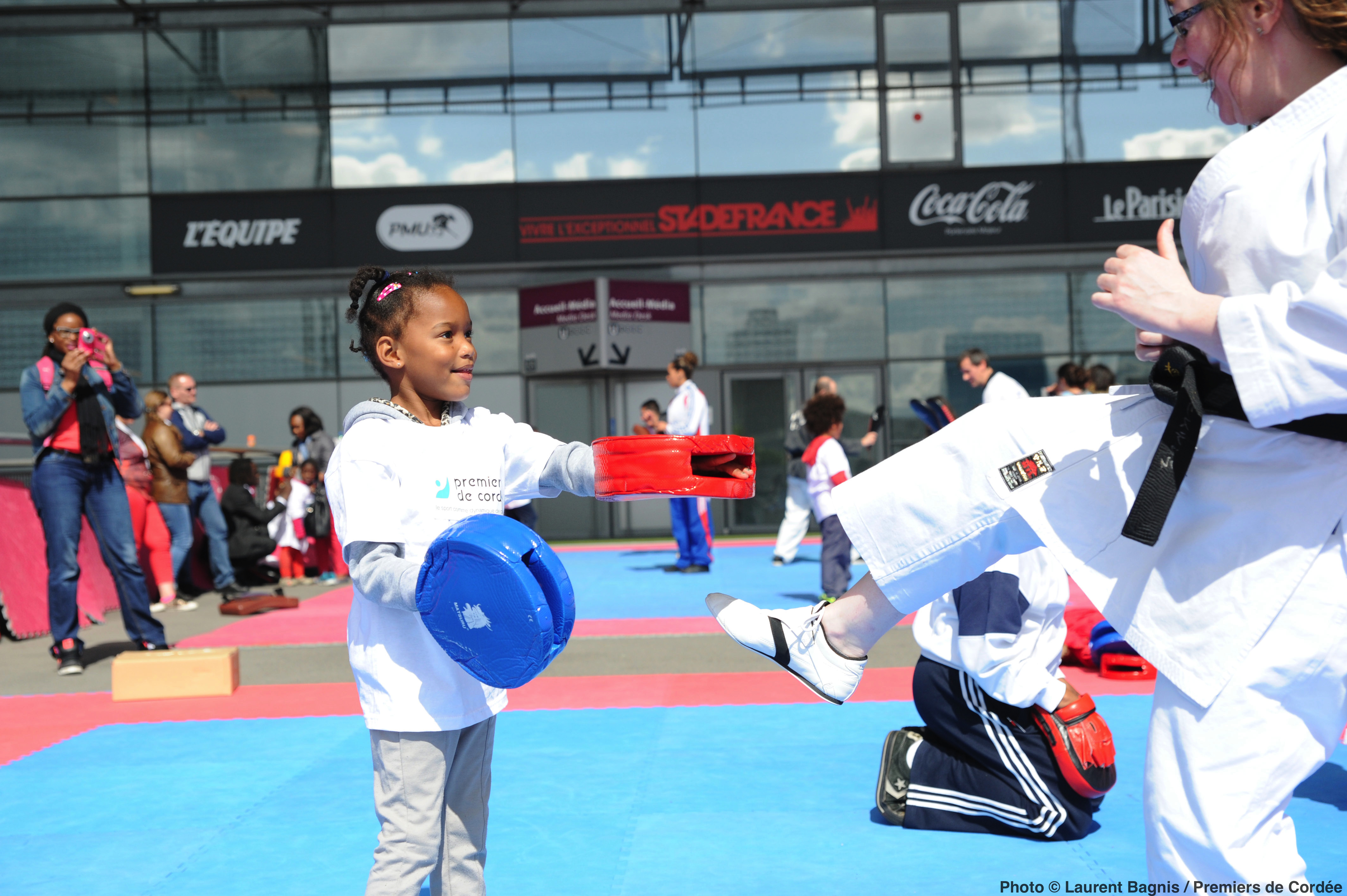
Journée Évasion 2015 au Stade de France

.

### La semaine duSport à l'hôpital
Cet événement est organisé chaque année par l'association dans le cadre du programme Sport à l'hôpital. Elle mobilise les acteurs de Premiers de cordée (champions, éducateurs, professionnels hospitaliers bénévoles et partenaires). Durant la semaine du Sport à l'hôpital, l'association propose aux enfants de pratiquer une discipline sportive différente chaque jour au sein de la structure médicale qui les accueille (hôpitaux, cliniques, IME...).

### La Journée Évasion
Cette initiative a vu le jour en 2014, pour fêter les 10 ans de la "Semaine du Sport à l'hôpital". Les enfants hospitalisés ainsi que leurs familles avaient alors été conviées à une journée d'animations sportives au Stade de France, un symbole en termes de sport. Dans la même optique que le programme "Sport à l'hôpital" cet événement visait également à sortir les enfants de leurs cadres habituels.
À la suite de son succès, la Journée Évasion est devenu un événement annuel mobilisant différents acteurs de l'association (bénévoles, partenaires, parrains, etc). Lors de cette journée une quinzaine d'activités sportives sont proposées aux enfants ainsi qu'une visite des coulisses du Stade de France et des rencontres avec des champions (Nathalie Péchalat, Maxime Médard, Franck Leboeuf, Robert Pirès, Stéphane Houdet, Laurent Fournier, John M'Bumba...),,.
Une des stars du football français, désormais connue dans le monde entier, Kylian Mbappé, a souhaité devenir le parrain de cette association caritative en mai/juin 2017 : il était de plus en plus sollicité par ce type d'organisme, et souhaitait s'engager dans la durée dans un cadre d'actions qui lui conviennent. Il a découvert cette association par un journaliste sportif qui y est bénévole, Christian Jeanpierre. Il lui fait des dons, comme celui, assez spectaculaire, des primes qu'il a reçu pour les succès de l'équipe de France dans la Coupe du monde de football de 2018 (environ 300 000 euros au total selon le biographe Arnaud Hermant, voire, selon le journal allemand Die Welt 450 000 euros, ou encore 500 000 euros selon le journal italien La Repubblica ),,,,, mais il participe aussi à des animations où il rencontre des enfants (à l'hôpital Jean-Verdier de Bondy par exemple), pour leur apporter du plaisir, en discutant ou jouant avec eux : « Kylian est comme un gamin, si vous ne l'arrêtez pas, il ne s'arrête pas et peut jouer des heures avec les enfants [...] Et il possède une grande qualité, sa capacité d'adaptation à la personne qui est en face de lui. Si c'est un enfant de 6 ans, il va savoir lui parler et trouver les mots. Et il n'éprouve pas de gêne devant la maladie même devant un enfant sous perfusion ou sans cheveux après une chimiothérapie ». Il participe aussi à la Journée Évasion.

## La sensibilisation au handicap
L'association propose des actions de sensibilisation au handicap pour les scolaires, les collectivités ou encore les entreprises pour lutter contre la discrimination et faire changer les regards sur le handicap,.
Pour mener sa mission à bien, Premiers de cordée s'appuie sur différentes approches ludiques : la découverte du handisport (handibasket, du cécifoot ou encore de l'athlétisme déficient visuel), le handicross solidaire ou encore le handicube (cube avec des outils permettant de simuler un handicap visuel, auditif ou physique) dans le cadre du travail.